# Hugo Houle
Hugo Houle (Sainte-Perpétue, Quebec, 27 de setembre de 1990) és un ciclista canadenc, professional des del 2011. Actualment corre a l'equip Israel-Premier Tech. Especialista en la contrarellotge, del seu palmarès destaca el Campionat del Canadà de contrarellotge del 2015 i 2021, una disciplina de la qual ja havia aconseguit el triomf en categoria sub-23. El 2022 guanyà una etapa al Tour de França.

## Palmarès
- 2008
  -  Campió del Canadà júnior en ruta
- 2010
  -  Campió del Canadà en contrarellotge sub-23
- 2011
  -  Campió del Canadà en ruta sub-23
  -  Campió del Canadà en contrarellotge sub-23
- 2012
  -  Campió del Canadà en contrarellotge sub-23
  - 1r al Tour de Quebec i vencedor d'una etapa
- 2015
  - Medalla d'or als Jocs Panamericans en contrarellotge
  -  Campió del Canadà en contrarellotge
- 2021
  -  Campió del Canadà en contrarellotge
- 2022
  - Vencedor d'una etapa al Tour de França

### Resultats al Giro d'Itàlia
- 2015. 113è de la classificació general
- 2016. 72è de la classificació general

### Resultats a la Volta a Espanya
- 2017. 115è de la classificació general

### Resultats al Tour de França
- 2019. 91è de la classificació general
- 2020. 47è de la classificació general
- 2021. 66è de la classificació general
- 2022. 24è de la classificació general. Vencedor d'una etapa
- 2023. 38è de la classificació general